# Микулович, Владимир Иванович
Микуло́вич Влади́мир Ива́нович (род. 2 апреля 1946, д. Вельяново, Борисовский район, Минская область) — радиофизик. Кандидат технических наук (1975), доцент (1982). Опубликовано более 100 научных работ.

## Краткая биография
В 1968 году окончил физический факультет БГУ, после чего работал инженером, старшим инженером кафедры радиофизики и электроники СВЧ БГУ. В 1975 г. защитил кандидатскую диссертацию. С 1976 г. начал работать старшим преподавателем кафедры радиофизики и электроники СВЧ БГУ. В 1982 г. присвоено ученое звание доцента.Сотрудник подразделения:Кафедра радиофизики и цифровых медиа технологий РФиКТ БГУ.

## Преподаваемые дисциплины
- Цифровая обработка сигналов
- Анализ данных

## Научные интересы
- Цифровая обработка сигналов
- Вибрационная диагностика газотурбинных двигателей, зубчатых передач и редукторов

## Патенты
1. Устройство для оценки технического состояния механизма с зубчатыми колесами
2. Устройство для измерения кинематической погрешности зубчатых передач
3. Устройство для измерения мертвого хода зубчатых передач
4. Устройство для контроля кинематической погрешности зубчатых передач
5. Устройство для анализа кинематической погрешности зубчатых передач
6. Устройство для контроля кинематической погрешности зубчатых передач
7. Умножитель частоты
8. Цифровой умножитель частоты
9. Умножитель частоты следования импульсов
10. Способ анализа кинематической погрешности зубчатых передач

## Публикации
Опубликовал более 100 научных работ.
Наиболее значимые из них:
1. Микулович, В.И. Обнаружение дефектов подшипников качения на основе обработки вибрационных сигналов / Шоучян Кан, А.В. Микулович, В.И. Микулович // Информационные технологии электронные приборы и системы (ITEDS'2010) : материалы Междунар. науч.-практ. конф., Минск, 6–7 апр. 2010 г. / Белорус. гос. ун-т ; [редкол.: В.В. Апанасович и др.]. – Минск, 2010. – С. 50–55.
2. Исследование вибрационных процессов в элементах конструкций промышленного оборудования, разработка экспертной системы для автоматизированной диагностики и прогнозирования его технического состояния : отчет о НИР(заключительный) // БГУ; науч. рук. Микулович, В. И.,Шоучян, Кан ,Микулович, А. В.,Поклонский, Н. А., Шнитко, В. Т.
3. Применение методов EMD для удаления шумов в вибрационных сигналах //Шоучян, Кан, Микулович, В. И.
4. Создание научных основ и средств автоматизированной оценки технического состояния механических систем при нестационарных режимах их работы : отчет о научно-исследовательской работе (заключительный) / научный руководитель В. И. Микулович//Микулович, В. И.,Шоучян, Кан, Микулович, А. В., Шнитко, В. Т.
5. Улучшенная гиперсферная многоклассовая машина на опорных векторах / Шоучян, Кан, Микулович, А. В., Микулович, В. И.//естник Белорусского государственного университета. Сер. 1, Физика. Математика. Информатика. - 2010. - N 3. - С. 41-47.
6. Цифровая обработка сигналов / Микулович В.И.
7. ЦИФРОВАЯ ОБРАБОТКА СИГНАЛОВ. №ТД-G.227/тип./Микулилович В.И.